# Harige springspin
De harige springspin (Sitticus pubescens) is een spin uit de familie der springspinnen.
De vrouwtjes worden 4 tot 5 mm groot, de mannetjes zijn 4 mm. Leeft op muren en schors in de buurt van huizen in Europa, Rusland en de Verenigde Staten, inclusief België en Nederland.